# Imad Moustapha

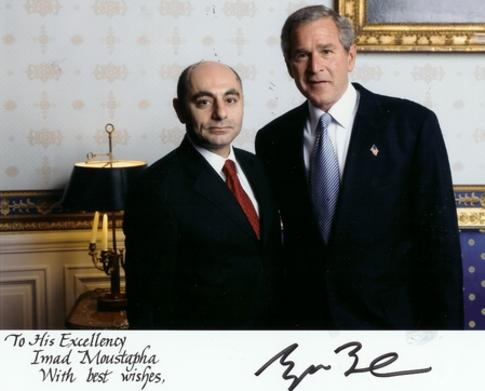
Imad Moustapha mit George W. Bush

Imad Moustapha (arabisch عماد مصطفى, DMG ʿImād Muṣṭafā; * 1952 in Damaskus) ist ein syrischer Diplomat.

## Leben
Imad Moustapha ist mit Rafif Al-Sayed verheiratet, ihre Kinder sind Sidra und Saree. Bis 1983 studierte er Bachelor der Elektrotechnik an der Universität Damaskus. Von 1983 bis 1995 war er Wissenschaftlicher Mitarbeiter am Wissenschaftlichen Studien- und Forschungszentrum in Damaskus. Bis 1992 studierte er Computer-integrated manufacturing an der University of Surrey. Von 1995 bis 1997 leitete er Studien am Wissenschaftlichen Studien- und Forschungszentrum in Damaskus. 1997 wurde er mit einer Arbeit A STEP-based generic mechanical model of electronic products zum Doktor an der University of Surrey promoviert.
Von 1997 bis 2000 war er Generalsekretär der Arab School of Science and Technology in Damaskus. Von 2000 bis 2003 war er Dekan des Fachbereiches Informatik an der Universität Damaskus. Von 2003 bis 2004 war er Geschäftsträger in Washington, D.C. Von 31. März 2004 bis Dezember 2011 war er dort Botschafter. Seit dem 1. März 2012 ist er Botschafter in Peking.
Imad Moustapha beriet die UNESCO, ALECSO und ESCWA in Fragen der Wissenschafts- und Technologiepolitik. 2003 war er Mitautor zum UN-Bericht über die menschliche Entwicklung in der arabischen Welt. 2002 verfasste er den Bericht "School of the Future", der auf der Konferenz der arabischen Bildungsminister in Algier vorgestellt wurde.
| Vorgänger                | Amt                                                                  | Nachfolger     |
| ------------------------ | -------------------------------------------------------------------- | -------------- |
| Rustum Al-Zubi           | Syrischer Botschafter in Washington, D.C. 2003 bis 15. November 2011 | Zuheir Jabbour |
| Khalaf Muhammad al Jarad | Syrischer Botschafter in Peking 1. März 2012 bis                     | —              |